# Хай Куолиті Юнайтед (футбольний клуб)
Хай Куолиті Юнайтед (англ. High Quality United Football Club) — бутанський футбольний клуб з міста Тхімпху, який виступає в Національній лізі Бутану, вищому дивізіоні бутанського футболу.

## Історія
«Хай Куолиті Юнайтед» вперше виступив у Лізі Тхімпху 2017 року, в якій вони виграли шість матчів, програли сім поєдинків та один раз зіграли внічию проти юнацької збірної Бутану (U-19) (0:0). Вони завершили свій перший сезон на п'ятому місці. Оскільки вони не потрапили до трійки найкращих, «Хай Куолиті Юнайтед» не кваліфікувався до Національної ліги Бутану 2017 року, але не вилетів і знову змагалися в Лізі Тхімпху 2018 року.